# Моген-Бурен
Моген-Бурен (монг.: Бөхмөрөн гол) (тув.:…) — річка у Росії (Республіка Тива) та Монголії. Її витоком є озеро Хиндиктиг-Холь у Тиві на висоті 2305 метрів над рівнем моря, впадає в озеро Ачит-Нуур на території Монголії. Гирло розташовано на висоті 1435 м над рівнем моря.

## Течія
У верхній частині являє собою невелику, але дуже бурхливу, порожнисту річку. Через невелику глибину не більше 0,5 — 1 метра не придатна для сплаву. З цієї ж причини через річку ускладнені броди. У верхній частині приймає основні притоки Какпак, Ак-Хем та Дуруг-Суг. У нижній течії виходить у відносно рівну долину у котловині Великих озер. Велике гирло заболочено і густо вкрито очеретом.
У верхній частині долина вкрита рідкими заростями тополь, нижня частина русла протікає по степовій, а далі по пустельній зоні, що зумовлено розташуванням річки на підвітряній стороні Алтай-Саянської системи. Живлення в основному льодовиково-снігове, вкрай нерівномірне протягом року. Взимку річка вкривається льодом, зимовий стік не перевищує 2,8 м³/сек.

## Населені пункти
На річці розташовано селище Кизил-Хай. Поруч із селищем на річці у 1990-ті роки збудовано Кизил-Хая міні-ГЕС потужністю 150 кВт. В експлуатацію здана у 2001 році.
У Монголії на річці розташовано селища — адміністративні центри сомонів Бухмурен та Ногооннуур.